# Archijassidae
Archijassidae (лат.) — семейство вымерших насекомых из подотряда цикадовых отряда полужесткокрылых. Древнейшие находки происходят из верхнего триаса Австралии. Также найдены в юрском периоде и меловом периодах.

## Описание
Отличаются по жилкованию крыльев. Тегмен имеет жилку CP, но bSc редуцирована; от 6 до 8 апикальных ячеек, от 1 до 3 субапикальных ячеек (одна или две rm). В заднем крыле от 5 до 6 апикальных ячеек (RA длинная, MP соединена или полностью слита с CuA1). Другие Membracoidea имеют тегмен максимум с 4 полноразмерными апикальными ячейками, а в заднем крыле — максимум с четырьмя.

## Классификация
Включает 3 подсемейства.
- †Formosixinia Chen and Wang, 2019[3] — Бирманский янтарь, Мьянма, сеноман
  - †Formosixinia aeterna Chen and Wang, 2019
- †подсемейство Archijassinae Becker-Migdisova, 1962
  - †Archijassus Handlirsch, 1906
    - †Archijassus heeri Geinitz, 1880 — Ciechocinek Formation, Германия, Тоарский ярус
    - †Archijassus minimus Martynov, 1926 — Karabastau Formation, Казахстан, келловей
    - †Archijassus minutus Heer, 1865 — Insektenmergel Formation, Швейцария, геттанг
    - †Archijassus morio Heer, 1865 — Insektenmergel Formation, Швейцария, геттанг
    - †Archijassus plurinervis Zhang, 1985 — Laiyang Formation, Китай, апт
    - †Cixiella reducta Becker-Migdisova, 1962 — Dzhil Formation, Киргизия, синемур
    - †Mesocicada verrucosa Becker-Migdisova, 1962 — Dzhil Formation, Киргизия, синемурский ярус

  - †Ardela Ansorge 1996 — Green Series, Германия, тоарский ярус
    - †Ardela grimmenensis Ansorge 1996

  - †Mesojassus Tillyard 1916 (= Triassojassus Tillyard, 1919, = Triassocotis Evans, 1956, = Hylicellites Becker-Migdisova, 1962)[4] — Австралия, Blackstone Formation, норий
    - Mesojassus ipsviciensis Tillyard, 1916 (= Triassojassus proavitus Tillyard, 1919, = Triassocotis stricta Evans, 1961)
    - Mesojassus australis (Evans, 1956) (= Triassocotis amplicata Evans, 1961 = Hylicellites reducta (Evans, 1956))

  - †Mesoledra Evans, 1956 — Green Series, Германия, Toarcian
    - †Mesoledra pachyneura Handlirsch, 1939
- †подсемейство Dellasharinae Shcherbakov, 2012
  - †Acocephalites Meunier, 1904 — La Pedrera de Rúbies Formation, Испания, баррем
    - †Acocephalites breddini Meunier, 1904

  - †Dellashara Shcherbakov, 2012 — Ulan Malgait Formatio (Shar-Teg), Монголия, титон
    - †Dellashara tega Shcherbakov, 2012

  - †Homopterulum Handlirsch, 1907
    - †Homopterulum jelli Hamilton, 1992 — Koonwarra fossil bed, Австралия, апт
    - †Homopterulum signoretii Westwood ,1854 — Lulworth Formation, Великобритания, берриас

  - †Mesoccus Zhang 1985 — Laiyang Formation, Китай, апт
    - †Mesoccus advenus Zhang, 1985
    - †Mesoccus lutarius Zhang, 1985

  - †Myangadina Shcherbakov, 1986
    - †Myangadina longa Shcherbakov, 1986 — Gurvan-Eren Formation, Монголия, апт
    - †Myangadina nana Shcherbakov, 1986 — Gurvan-Eren Formation, Монголия, апт
    - †Myangadina tetrops Shcherbakov, 1988 — Kutinskaya Formation, Россия, баррем
- †подсемейство Karajassinae Shcherbakov, 1992 (=Karajassidae)
  - †Cicadellium Westwood, 1854
    - †Cicadellium dipsas Westwood, 1854 — Durlston Formation, Великобритания, берриас
    - †Cicadellium pulcher Brodie, 1845 — Lulworth Formation, Великобритания, берриас

  - †Karajassus Martynov, 1926 — Karabastau Formation, Казахстан, келловей
    - †Karajassus crassinervis Martynov, 1926

  - †Kemobius Shcherbakov, 2012 — Itat Formation, Россия, бат
    - †Kemobius lux Shcherbakov, 2012

  - †Kisa Shcherbakov, 2012 — Itat Formation, Россия, бат
    - †Kisa fasciata Shcherbakov, 2012

  - †Kubecola Shcherbakov, 2012 — Itat Formation, Россия, бат
    - †Kubecola guttatus Shcherbakov, 2012

  - †Purbecellus Shcherbakov, 2012 — Durlston Formation, Великобритания, берриас
    - †Purbecellus psocus (Westwood, 1854)